# Saint-Sulpice-le-Verdon
Saint-Sulpice-le-Verdon är en kommun i departementet Vendée i regionen Pays de la Loire i västra Frankrike. Kommunen ligger i kantonen Rocheservière som tillhör arrondissementet La Roche-sur-Yon. År 2018 hade Saint-Sulpice-le-Verdon 1 098 invånare.

## Befolkningsutveckling
Antalet invånare i kommunen Saint-Sulpice-le-Verdon
| Referens: INSEE |